# Matthias Mauritz
Pour les articles homonymes, voir Mauritz.
Matthias Mauritz, né le 13 novembre 1924 à Düsseldorf en Rhénanie-du-Nord-Westphalie et mort le 21 novembre 2016 dans la même ville, est un footballeur international allemand, qui évoluait au poste d'attaquant.

## Biographie

### Carrière en sélection
Avec l'équipe d'Allemagne, il dispute un match (pour aucun but inscrit) en 1959.
Il participe aux Jeux olympiques en 1952 et 1956.